# Giuseppe Pezzarossa
Giuseppe Pezzarossa (o Pezza-Rossa) (Mantova, 1811 – Casalmoro, 1875) è stato un presbitero e filosofo italiano, docente del Seminario vescovile mantovano, fu coinvolto nella repressione austriaca che portò al martirio di Belfiore.

## Biografia
Nacque a Formigosa, frazione del comune di Mantova. Orfano di entrambi i genitori, studiò presso il seminario della città dove, ordinato sacerdote nel 1834, sarà insegnante di retorica ed eloquenza contemporaneamente a Don Enrico Tazzoli con il quale condivideva idee tendenzialmente liberali e le preoccupazioni sulle condizioni sociali disagiate create dalla sorgente rivoluzione industriale che pure ai loro occhi rappresentava un'occasione di progresso. 
La pubblicazione dei Saggi di filosofia cristiana gli procurò guai con la Congregazione dell'Indice, all'epoca guidata dal cardinale Angelo Mai. Dovette quindi lasciare l'insegnamento e fare il bibliotecario del seminario dal 1845 al 1847, finché, dopo avere sconfessato le proprie tesi, non fu nominato professore di eloquenza sacra e archeologia biblica. Nel 1848 partecipò attivamente ai moti del 1848 e fu condannato al carcere dall'autorità austriaca. Le strade di Pezzarossa e Tazzoli si divisero nel 1850 quando Tazzoli fu tra i leader della cospirazione anti-austriaca mentre Pezza-Rossa non vi aderì seppure partecipò alla prima riunione costitutiva del comitato rivoluzionario.
Dopo il fallimento della congiura fu condannato nel 1852 a nove mesi di carcere per alto tradimento. Non potendo riprendere l'insegnamento, fu prevosto di Cizzolo dal 1853 e poi parroco di Casalmoro dal 1867.

## Opere
- Critica della filosofia morale, Milano, Stamperia Reale, 1840.
- Lo spirito della filosofia italiana. Ragionamento, Mantova, Elmucci, 1842.
- Saggi di filosofia cristiana sulle tracce de' SS. padri e dottori della Chiesa, Mantova, Tip. Caranenti, 1845.
- Storia cronologica dei vescovi mantovani, Mantova, Tip. Negretti, 1847.
- Nel terzo anniversario della battaglia di Solferino, Guastalla, Tipografia di Osvaldo Lucchini, 1862.